# Scott Dumbrell
Scott Dumbrell (* 3. Februar 1961) ist ein ehemaliger australischer Bogenschütze.

## Karriere
Scott Dumbrell nahm an den Olympischen Spielen 1980 teil. Im Einzelwettkampf belegte er den 26. Platz.